# 彭希涑
彭希涑（1761年—1793年11月16日），字樂園，號蘭臺，江蘇蘇州府長洲縣人，祖籍江西臨江府清江縣（今樟樹市），清朝舉人、佛教居士。

## 生平
彭紹升之侄。為元和縣廩生，乾隆五十一年（1786年）丙午科江南鄉試舉人，候選知縣。少年喜吃蔬食，長後吃素五年。不久得咯血疾，方始肉食。彭希涑信仰佛教淨土宗。乾隆五十八年十月三日（1793年11月6日）得瘧痢，同年十月十三日（1793年11月16日）凌晨，請來澄谷和尚念佛，夜誦佛號，右脅臥而逝，逝時異香滿室，享年三十三歲。

## 著作
著有《二十二史感應錄》、《淨土聖賢錄》九卷、《蘭臺遺稿》三卷等。